# Picenen

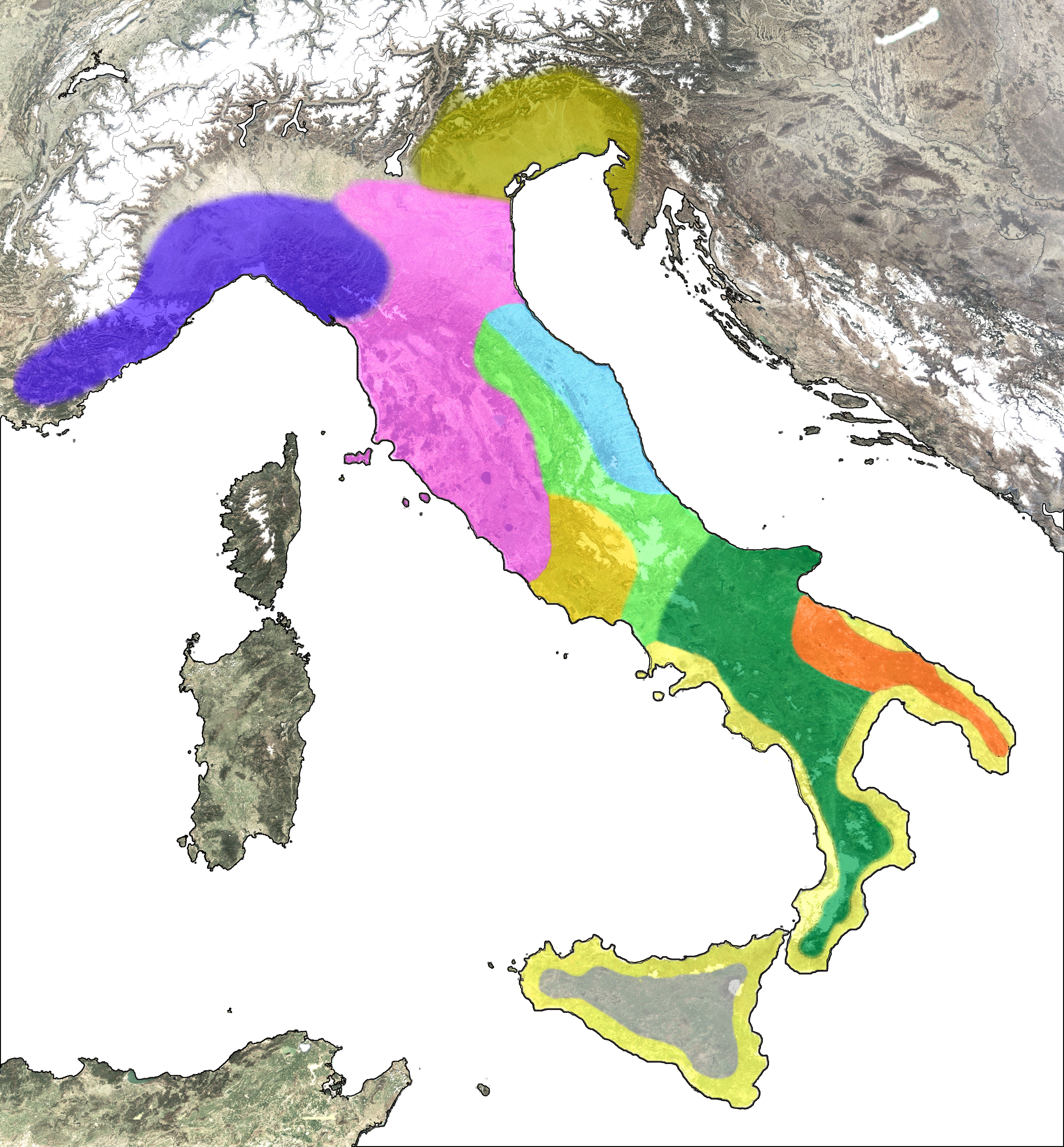
Volken op het Italische schiereiland bij het begin van de ijzertijd
Liguriërs
Veneti
Etrusken
Picenen
Umbriërs
Latijnen
Osken
Messapiërs
Grieken

De Picenen (ook Picentes of Piceni) waren een oud volk in Italië, dat in de 3e eeuw v.Chr. opging in het Romeinse Rijk.

## Geschiedenis
De Picenen vestigden zich waarschijnlijk vanaf de 9e eeuw v.Chr. in de Marken aan de Noord-Italiaanse Adriatische kust. Ze bouwden voornamelijk houten nederzettingen op heuveltoppen. De eerste stenen gebouwen dateren uit de 7e eeuw eeuw v.Chr. Vanaf de 5e eeuw v.Chr. namen de Picenen het bouwen van rechthoekige stenen gebouwen met pannendaken over van de Etrusken en Grieken.
Het volk beleefden een bloeiperiode in de 6e en 5e eeuw v.Chr., toen het profiteerde van de Etruskische en Griekse handelsroutes die door haar grondgebied liepen. De grafgiften uit deze periode tonen handelsbetrekkingen tot in Klein-Azië. Er zijn zelfs kaurischelpen uit de Indische Oceaan gevonden. Waarschijnlijk waren er ook handelsverbindingen over de Alpen naar het noorden, maar deze zijn nog niet bewezen. Tijdens deze periode bereikte hun hoofdstad Numana haar grootste omvang. 
De Picenen werden zwaar getroffen door de Keltische invasie van Italië, maar namen ook enkele Keltische gebruiken over, wat onder meer terug te zien is in het ontwerp van de grafstenen, de bewapening met Keltische zwaarden en helmen, en de glazen armbanden van typisch Keltische stijl. 
Van 400 tot 350 v.Chr. raakte hun rijk snel in verval. In 295 v.Chr. versloegen de Romeinen de restanten van de Picenen in de Slag bij Sentinum en assimileerden ze in hun territorium. Het einde van hun onafhankelijke cultuur kwam met de Romeinse verovering van Picenum in 268 v.Chr.

## Cultuur

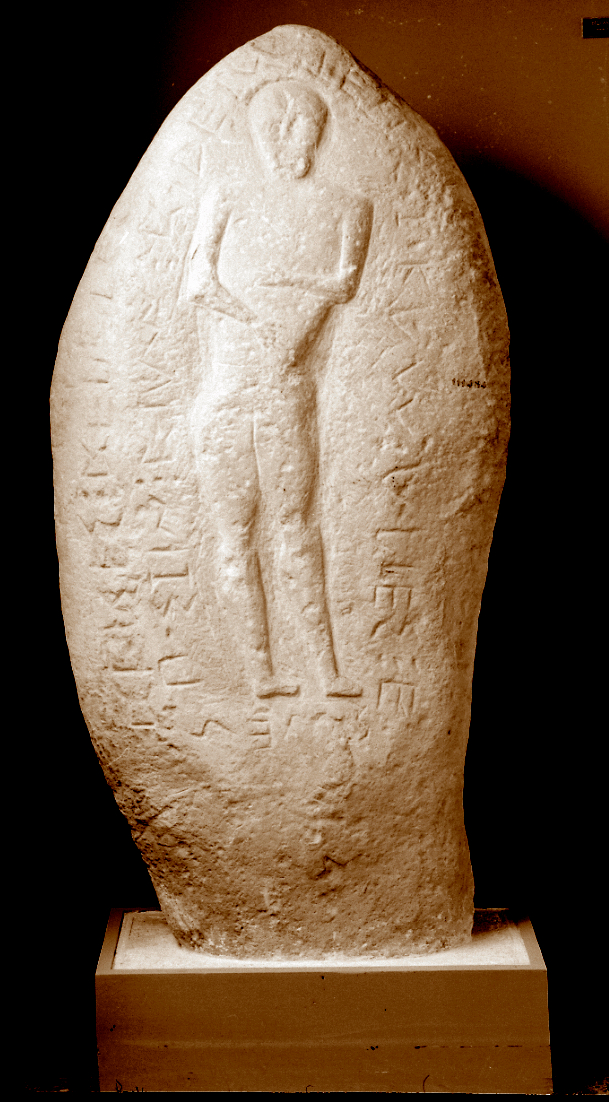
Stele van Bellante

Over de cultuur van de Picenen is weinig bekend, wat vooral te danken is aan het kleine aantal archeologische vondsten, die vooral afkomstig zijn van grafgiften en slechts zelden uit nederzettingen. Bovendien werden talloze Piceense artefacten vernietigd tijdens het bombardement op het museum in Ancona tijdens de Tweede Wereldoorlog. 
In de jaren 60 van de 20e eeuw werden in de buurt van Osimo en Ancona bescheiden overblijfselen van nederzettingen ontdekt. Belangrijker waren de opgravingen van de necropolis in Novilara, waar naast vondsten uit de brons- en ijzertijd ook een kalkstenen stele werd gevonden, die tot op de dag van vandaag bijna het enige bewijs is van de Noord-Piceense taal, die nog niet is ontcijferd en als isolaat beschouwd wordt. Ze is niet verwant aan het Zuid-Piceens. De stele bevindt zich in het Archeologisch Museum Oliveriano in Pesaro.

## Nederzettingsgebied
De feitelijke pre-Romeinse grenzen van Picenum strekten zich in het noorden uit tot Novilara (waarbij het hele noordelijke gebied vanaf de 5e eeuw v.Chr. onder een sterke Umbrische invloed kwam) en in het zuiden tot aan Ascoli Piceno. Het Teramo-gebied in het zuiden behoorde al toe aan de Praetutii.

## Strijder van Capestrano
De strijder van Capestrano is een grafstele die aan het begin van de 19e eeuw werd gevonden op de gelijknamige begraafplaats, samen met een vrouwentorso en fragmenten van andere beelden, die nu worden bewaard in het Museo Archeologico Nazionale van Chieti. Het wordt vaak toegeschreven aan de Piceense cultuur.
- Library of Congress Control Number: sh86001572
- Nationale Bibliotheek van Israël: 987007544089505171